# Калиновська Галина Іванівна
Галина Іванівна Калиновська (нар. 13 квітня 1917, Київ — пом. 9 квітня 1997, Москва) — радянська і російська актриса театру, народна артистка Російська РФСР.

## Біографія
Галина Іванівна Калиновська народилася 13 квітня 1917 року у Києві.
Народилася в сім'ї лікарів. Її батько, фельдшер, Калиновський Іван Федорович, трагічно загинув, коли дочці було 2-3 роки. Тому вона виховувалася в родині Тарасових. Її мати, лікарка Тарасова Ніна Костянтинівна (1892—1952), старша сестра Алли Тарасової, народної артистки СРСР.
У 1935 році вступила до Оперно-драматичної студії під керівництвом К. С. Станіславського. З великим успіхом зіграла Ірину у виставі «Три сестри» А. П. Чехова (1940 р.; реж. — М. М. Кедров, О. М. Андровська).
З 2 березня 1942 року увійшла до трупи Московського художнього театру (МХАТу). Після розділу театру у 1987 році — актриса МХАТу ім. М. Горького під керівництвом Тетяни Дороніної.
Зіграла 46 ролей, з них більшість — вводи. У перших ролях передавала чистоту, щирість, віру молодих героїнь, які вступають у життя. У наступні роки проявилася як різнохарактерна актриса, яка виступала у драматичних і комедійних ролях, чуйно передавала особливості жанрової природи вистави.
Померла 9 квітня 1997 року в Москві, похована на Введенському кладовищі разом з Аллою Тарасовою (2-га ділянка).

## Родина
- Тітка — актриса Алла Костянтинівна Тарасова (1898—1973), народна артистка СРСР.

## Нагороди та премії
- Заслужена артистка РРФСР (29.07.1959).
- Народна артистка РРФСР (1972).
- Орден «Знак Пошани» (1981).
- Медаль «За доблесну працю у Великій Вітчизняній війні 1941—1945 рр.» (1945)
- Медаль «У пам'ять 800-річчя Москви» (1948)
- Медаль «За трудову відзнаку» (26.10.1948)
- Медаль «Ветеран праці»
- Медаль «У пам'ять 850-річчя Москви» (1997)

## Ролі в театрі

### МХАТ
- 1943 — «Піквікський клуб» за Ч. Діккенсом
- 1946 — «Платон Кречет» О. Ю. Корнійчука — Валя
- 1949 — «Ідеальний чоловік» О. Уайльда — Мейбл Чілтерн
- 1949 — «Мертві душі» за М. В. Гоголем — Лізонька Манілова
- 1949 — «Синій птах» М. Метерлінка — Вода
- 1950 — «Ілля Головін» С. В. Михалкова — Ліза
- 1951 — «Плоди освіти» Л. М. Толстого — Марія Костянтинівна
- «Школа лихослів'я» Р. Шерідана — Марія (1944) та Леді Сніруелл (1955)
- 1953 — «Ангел-хранитель з Небраски» А. Якобсона — пані Івенсен
- 1956 — «Три сестри» А. Чехова — Ірина
- «Кремлівські куранти» М. Ф. Погодіна — Маша (1956); дама перелякана (1968); Забєліна (1978); дама з в'язанням (1985)
- «Анна Кареніна» за Л. М. Толстим — 1-ша дама, приятелька Анни, Варя Вронська (1957), дружина посланника (1959), Бетсі Тверська
- 1957 — «Піквікський клуб» за Ч. Діккенсом — міс Арабелла Аллен
- 1959 — «Юпітер сміється» О. Кроніна — Гледіс Брэгге
- 1962 — «Вбивця» І. Шоу — Іда Штейн
- 1963 — «Бронепоїзд 14-69» Вс. Іванова — Маша
- 1963 — «Єгор Буличов та інші» М. Горького — Єлизавета Достігаєва
- 1966 — «Угамування спраги» Ю. В. Трифонова, А. А. Галича, А. Г. Морова — Фаїна
- "На дні М. Горького — Наташа (1952); Ганна (1965)
- 1968 — «Дим вітчизни» К. Симонова — Олена
- 1968 — «Жив-був каторжник» Ж. Ануя — Люсьєна
- 1969 — «Без вини винуваті» О. М. Островського — Коринкина
- 1970 — «Єдиний свідок» А. і П. Тур — Вікторія Іванівна
- 1971 — «Останні» М. Горького — Софія
- 1972 — «Сталевари» Г. Бокарева — кореспондент телебачення
- 1973 — «На всякого мудреця досить простоти» О. Островського — Мамаєва
- 1975 — «Ешелон» М. М. Рощина — Галина Дмитрівна
- 1977 — «Іванов» А. П. Чехова — Авдотья Назарівна
- 1985 — «Тиха ніч» Г. Мюллера — Мати
- 1985 — «На всякого мудреця досить простоти» О. Островського — Турусіна

### МХАТ імені М. Горького
- 1987 — «Валентин и Валентина» М. Рощина — Бабуся
- 1988 — «Шлях до Мекки» А. Фугарда — Елен
- 1993 — «Ліс» О. Островського — Улита

## Фільмографія
1. 1960 — Мертві душі — Єлизавета Марківна Манілова
2. 1969 — Єгор Буличов та інші — Єлизавета, дружина Достігаєва
3. 1972 — День за днем — Мар'яна Олександрівна, дружина Фролова
4. 1972 — Останні — Софья, дружина Івана Коломійцева
5. 1973 — Єдиний свідок — Вікторія Іванівна, дружина професора Садовникова
6. 1973 — Моя доля — Ніна Володимирівна, мати Людмили
7. 1976 — На всякого мудреця досить простоти — Клеопатра Львівна Мамаєва, дружина Ніла Федосейовича
8. 1979 — Мертві душі — Лізанька, дружина Манілова